# Schwarzach bei Nabburg
Schwarzach bei Nabburg là một đô thị tại huyện Schwandorf bang Bayern, Đức.